# Jägerhorn
Jägerhorn – szczyt w Alpach Pennińskich, części Alp Zachodnich. Leży na granicy między Włochami (regiony Piemont i Dolina Aosty) a Szwajcarią (kanton Valais). Należy do masywu Monte Rosa. Leży na północ od Dufourspitze. Szczyt można zdobyć ze schroniska Monte Rosa Hut (2795 m).